# Alfa Romeo
Alfa Romeo je italijanski proizvajalec avtomobilov. Podjetje je bilo ustanovljeno leta 1910 v Milanu pod imenom A.L.F.A. (Anonima Lombarda Fabbrica Automobili) in se leta 1918 preimenovalo v »Alfa Romeo«. Danes je del koncerna Stellantis. Alfa Romeo je poznana po športnih avtomobilih in od leta 1911 sodeluje v avtomobilskih dirkah.  

## Modeli

### Osebni avtomobili

#### Trenutni
| Giulia (2015–) | Stelvio (2017–) | Tonale (2022–) |
| -------------- | --------------- | -------------- |
|                |                 |                |

#### Nekdanji
| Leta izdelave | Model               |
| ------------- | ------------------- |
| 1910–1911     | 12 HP               |
| 1910–1913     | 24 HP               |
| 1911–1913     | 15 HP               |
| 1913–1922     | 40–60 HP            |
| 1914–1920     | 15–20 HP            |
| 1914–1920     | 20–30 HP            |
| 1921–1922     | 20–30 ES Sport      |
| 1921–1922     | G1                  |
| 1922–1927     | RL/RM               |
| 1924–1932     | P1/P2/P3            |
| 1927–1929     | 6C 1500             |
| 1929–1933     | 6C 1750             |
| 1931–1934     | 8C 2300             |
| 1933–1933     | 6C 1900             |
| 1934–1939     | 6C 2300             |
| 1937–1939     | 8C 2900             |
| 1937–1951     | Alfetta 158/159     |
| 1939–1953     | 6C 2500             |
| 1950–1959     | 1900                |
| 1952–1953     | Disco Volante       |
| 1952–1954     | Matta               |
| 1953–1953     | B.A.T.5 (prototip)  |
| 1954–1954     | B.A.T.7 (prototip)  |
| 1954–1964     | Giulietta (750/101) |
| 1955–1955     | B.A.T.9 (prototip)  |
| 1957–1962     | 2000                |
| 1960–1964     | Dauphine (licenčni) |
| 1961–1969     | 2600                |
| 1962–1978     | Giulia              |
| 1963–1967     | TZ                  |
| 1965–1971     | GTA                 |
| 1966–1993     | Spider (105/115)    |
| 1967–1973     | Tipo 33             |
| 1968–1971     | 1750                |
| 1970–1977     | Montreal            |
| 1971–1976     | 2000                |
| 1972–1983     | Alfasud             |
| 1972–1984     | Alfetta             |
| 1974–1986     | Alfetta GT/GTV      |
| 1976–1989     | Sprint              |
| 1977–1985     | Giulietta (116)     |
| 1979–1986     | Alfa 6              |
| 1983–1994     | 33                  |
| 1983–1986     | Arna                |
| 1984–1987     | 90                  |
| 1985–1992     | 75                  |
| 1987–1997     | 164                 |
| 1989–1993     | SZ/RZ               |
| 1992–1998     | 155                 |
| 1994–2001     | 145                 |
| 1995–2000     | 146                 |
| 1994–2005     | Spider/GTV (916)    |
| 1997–2007     | 156/Crosswagon      |
| 1998–2007     | 166                 |
| 2000–2010     | 147                 |
| 2003–2010     | GT                  |
| 2005–2011     | 159                 |
| 2005–2010     | Brera               |
| 2006–2010     | Spider (939)        |
| 2007–2010     | 8C Competizione     |
| 2008–2018     | MiTo                |
| 2010–2020     | Giulietta           |
| 2013–2019     | 4C                  |

### Terenska vozila
- Alfa Romeo Matta

### Tovornjaki
- Alfa Romeo 50
- Alfa Romeo 85
- Alfa Romeo 350
- Alfa Romeo 430
- Alfa Romeo 450
- Alfa Romeo 500
- Alfa Romeo 800
- Alfa Romeo 900
- Alfa Romeo 950
- Alfa Romeo Mille (Alfa Romeo 1000)
- Alfa Romeo AR6 (Fiat Ducato)
- Alfa Romeo AR8 (Iveco Daily)

### Avtobusi
- Alfa Romeo 900
- Alfa Romeo 950
- Alfa Romeo Mille (Alfa Romeo 1000)
- Alfa Romeo F12

### Trolejbusi
- Alfa Romeo 110AF
- Alfa Romeo 140AF
- Alfa Romeo 900
- Alfa Romeo Mille (Alfa Romeo 1000)

## Motošport

### Alfa Corse
Alfa Corse je bil motošportni oddelek Alfe Romeo, ki je pod tem imenom deloval do začetka druge svetovne vojne. V tem času so dirkači 386-ih dirkah dosegli 69 zmag in 169 uvrstitev na stopničke. Eden izmed voditeljev ekipe je bil med drugim tudi Enzo Ferrari, ki je po karieri v tej tovarni ustvaril svojo znamko in proizvodnjo športnih avtomobilov.

#### Zmage
| Sezona | Dirka                         | Dirkač                              | Dirkalnik         | Poročilo |
| ------ | ----------------------------- | ----------------------------------- | ----------------- | -------- |
| 1920   | Velika nagrada Mugella        | Giuseppe Campari                    | Alfa Romeo 40-60  | Poročilo |
| 1921   | Velika nagrada Mugella        | Giuseppe Campari                    | Alfa Romeo 40-60  | Poročilo |
| 1923   | Targa Florio                  | Ugo Sivocci                         | Alfa Romeo RLTF   | Poročilo |
| 1924   | Velika nagrada Savia          | Enzo Ferrari                        | Alfa Romeo RLTF   | Poročilo |
| 1924   | Velika nagrada Polesina       | Enzo Ferrari                        | Alfa Romeo RLTF   | Poročilo |
| 1924   | Velika nagrada Cremone        | Antonio Ascari                      | Alfa Romeo RLTF   | Poročilo |
| 1924   | Coppa Acerbo                  | Giuseppe Campari                    | Alfa Romeo RL     | Poročilo |
| 1924   | Velika nagrada Francije       | Antonio Ascari                      | Alfa Romeo P2     | Poročilo |
| 1924   | Velika nagrada Italije        | Antonio Ascari                      | Alfa Romeo P2     | Poročilo |
| 1925   | Velika nagrada Belgije        | Antonio Ascari                      | Alfa Romeo P2     | Poročilo |
| 1925   | Velika nagrada Italije        | Gastone Brilli-Peri                 | Alfa Romeo P2     | Poročilo |
| 1927   | Velika nagrada Modene         | Enzo Ferrari                        | Alfa Romeo RL     | Poročilo |
| 1927   | Velika nagrada Rossora        | Carlo Pintacuda                     | Alfa Romeo RLSS   | Poročilo |
| 1927   | Coppa Ciano                   | Attilio Marinoni                    | Alfa Romeo RLSS   | Poročilo |
| 1928   | Mille Miglia                  | Giulio Ramponi Giuseppe Campari     | Alfa Romeo 6C     | Poročilo |
| 1928   | Velika nagrada Alessandrie    | Enzo Ferrari                        | Alfa Romeo 6C     | Poročilo |
| 1928   | Velika nagrada Modene         | Enzo Ferrari Eugenio Siena          | Alfa Romeo 6C     | Poročilo |
| 1928   | 24 ur Spaja                   | Attilio Marinoni                    | Alfa Romeo 6C     | Poročilo |
| 1928   | Coppa Acerbo                  | Giuseppe Campari                    | Alfa Romeo P2     | Poročilo |
| 1929   | Mille Miglia                  | Giulio Ramponi Giuseppe Campari     | Alfa Romeo 6C     | Poročilo |
| 1929   | Velika nagrada Alessandrie    | Achille Varzi                       | Alfa Romeo P2     | Poročilo |
| 1929   | Velika nagrada Frontieresa    | Goffredo Zehender                   | Alfa Romeo 6C     | Poročilo |
| 1929   | Velika nagrada Rima           | Achille Varzi                       | Alfa Romeo P2     | Poročilo |
| 1929   | Coppa Ciano                   | Achille Varzi                       | Alfa Romeo P2     | Poročilo |
| 1929   | Velika nagrada Routes Pavéesa | Goffredo Zehender                   | Alfa Romeo 6C     | Poročilo |
| 1929   | Velika nagrada Monze          | Achille Varzi                       | Alfa Romeo P2     | Poročilo |
| 1929   | Velika nagrada Cremone        | Gastone Brilli-Peri                 | Alfa Romeo P2     | Poročilo |
| 1929   | Velika nagrada Tunisa         | Gastone Brilli-Peri                 | Alfa Romeo P2     | Poročilo |
| 1930   | Mille Miglia                  | Giovanni Battista Tazio Nuvolari    | Alfa Romeo 6C     | Poročilo |
| 1930   | Velika nagrada Alessandrie    | Achille Varzi                       | Alfa Romeo P2     | Poročilo |
| 1930   | Targa Florio                  | Achille Varzi                       | Alfa Romeo P2     | Poročilo |
| 1930   | Velika nagrada Provanse       | Luigi Arcangeli                     | Alfa Romeo 6C     | Poročilo |
| 1930   | Velika nagrada Senigallie     | Luigi Arcangeli                     | Alfa Romeo 6C     | Poročilo |
| 1930   | Velika nagrada Suda           | Luigi Arcangeli Guglielmo Carraroli | Alfa Romeo 6C     | Poročilo |
| 1930   | Coppa della Sila              | Luigi Arcangeli                     | Alfa Romeo 6C     | Poročilo |
| 1931   | Targa Florio                  | Tazio Nuvolari                      | Alfa Romeo Monza  | Poročilo |
| 1931   | Velika nagrada Italije        | Giuseppe Campari Tazio Nuvolari     | Alfa Romeo Monza  | Poročilo |
| 1931   | Coppa Ciano                   | Tazio Nuvolari                      | Alfa Romeo Monza  | Poročilo |
| 1931   | Coppa Acerbo                  | Giuseppe Campari                    | Alfa Romeo Tipo A | Poročilo |
| 1932   | Mille Miglia                  | Baconin Borzacchini                 | Alfa Romeo Monza  | Poročilo |
| 1932   | Velika nagrada Monaka         | Tazio Nuvolari                      | Alfa Romeo Monza  | Poročilo |
| 1932   | Eifelrennen                   | Rudolf Caracciola                   | Alfa Romeo Monza  | Poročilo |
| 1932   | Velika nagrada Italije        | Tazio Nuvolari                      | Alfa Romeo Monza  | Poročilo |
| 1932   | Velika nagrada Lvova          | Rudolf Caracciola                   | Alfa Romeo Monza  | Poročilo |
| 1932   | Velika nagrada Francije       | Tazio Nuvolari                      | Alfa Romeo Monza  | Poročilo |
| 1932   | Velika nagrada Nemčije        | Rudolf Caracciola                   | Alfa Romeo P3     | Poročilo |
| 1932   | Coppa Ciano                   | Tazio Nuvolari                      | Alfa Romeo P3     | Poročilo |
| 1932   | Coppa Acerbo                  | Tazio Nuvolari                      | Alfa Romeo P3     | Poročilo |
| 1932   | Velika nagrada Monze          | Tazio Nuvolari                      | Alfa Romeo P3     | Poročilo |
| 1933   | 24 ur Le Mansa                | Raymond Sommer Tazio Nuvolari       | Alfa Romeo 8C-MM  | Poročilo |
| 1938   | Mille Miglia                  | Clemente Biondetti                  | Alfa Romeo 8C-MM  | Poročilo |
| 1938   | 24 ur Le Mansa                | Carlo Pintacuda Francesco Severi    | Alfa Romeo Monza  | Poročilo |
| 1938   | Coppa Ciano                   | Baconin Borzacchini                 | Alfa Romeo 158    | Poročilo |
| 1938   | Velika nagrada Milana         | Emilio Villoresi                    | Alfa Romeo 158    | Poročilo |
| 1939   | Litoranea Libica              | Consalvo Sanesi                     | Alfa Romeo 6C     | Poročilo |
| 1939   | Velika nagrada Anversa        | Giuseppe Farina                     | Alfa Romeo Monza  | Poročilo |
| 1939   | Velika nagrada Impera         | Carlo Pintacuda                     | Alfa Romeo 6C     | Poročilo |
| 1939   | Coppa Ciano                   | Giuseppe Farina                     | Alfa Romeo 158    | Poročilo |
| 1939   | Coppa Acerbo                  | Clemente Biondetti                  | Alfa Romeo 158    | Poročilo |
| 1939   | Velika nagrada Berna          | Giuseppe Farina                     | Alfa Romeo 158    | Poročilo |
| 1940   | Velika nagrada Tripolija      | Giuseppe Farina                     | Alfa Romeo 158    | Poročilo |

### Alfa Romeo SpA

#### Dirke za Veliko nagrado
Po drugi svetovni vojni je Alfa Romeo na dirkah nastopala pod imenom Alfa Romeo SpA. Na 45-ih dirkah so dirkači tovarniškega moštva Alfa Romeo SpA dosegli petnajst zmag na dirkah za Veliko nargado.

##### Zmage
| Sezona | Dirka                      | Dirkač              | Dirkalnik           | Poročilo |
| ------ | -------------------------- | ------------------- | ------------------- | -------- |
| 1946   | Velika nagrada Pariza      | Jean-Pierre Wimille | Alfa Romeo Tipo 308 | Poročilo |
| 1946   | Velika nagrada Roussillona | Jean-Pierre Wimille | Alfa Romeo Tipo 308 | Poročilo |
| 1946   | Velika nagrada Burgindije  | Jean-Pierre Wimille | Alfa Romeo Tipo 308 | Poročilo |
| 1946   | Nations Grand Prix         | Giuseppe Farina     | Alfa Romeo 158      | Poročilo |
| 1946   | Velika nagrada Valentina   | Achille Varzi       | Alfa Romeo 158      | Poročilo |
| 1946   | Velika nagrada Milana      | Carlo Felice Trossi | Alfa Romeo 158      | Poročilo |
| 1947   | Velika nagrada Švice       | Jean-Pierre Wimille | Alfa Romeo 158      | Poročilo |
| 1947   | Velika nagrada Belgije     | Jean-Pierre Wimille | Alfa Romeo 158      | Poročilo |
| 1947   | Velika nagrada Barija      | Achille Varzi       | Alfa Romeo 158      | Poročilo |
| 1947   | Velika nagrada Italije     | Carlo Felice Trossi | Alfa Romeo 158      | Poročilo |
| 1948   | Velika nagrada Švice       | Carlo Felice Trossi | Alfa Romeo 158      | Poročilo |
| 1948   | Velika nagrada Francije    | Jean-Pierre Wimille | Alfa Romeo 158      | Poročilo |
| 1948   | Velika nagrada Italije     | Jean-Pierre Wimille | Alfa Romeo 158      | Poročilo |
| 1948   | Velika nagrada Monze       | Jean-Pierre Wimille | Alfa Romeo 158      | Poročilo |

#### Formula 1
V sploh prvi sezoni 1950 Formule 1 je dirkaški naslov prvaka osvojil Italijan Nino Farina z Alfo Romeo 158, v naslednji sezoni 1951 pa Argentinec Juan Manuel Fangio z Alfo Romeo 159 (konstruktorske naslove so začeli podeljevati šele v sezoni 1958), nato pa so se umaknili iz Formule 1 zaradi odtegnitve finančne podpore italijanske vlade. 
Alfa Romeo se je za kratko vrnila za sezoni 1970 in 1971, toda brez večjih uspehov. Med sezonami 1976 in 1988 je sodelovala z nekaterimi moštvi in proizvajalci motorjev, toda po sezoni 1988 so se odločili za dokončen umik.
Med letoma 2018 in 2023 je bila Alfa Romeo v partnerstvu s švicarskim moštvom Formule 1 Sauber, ki je med sezonama 2019 in 2023 dirkalo pod imenom Alfa Romeo Racing. Moštvo je uporabljalo Ferrarijeve motorje.

#### Zmage
Roza ozadje označuje dirke, ki niso štele za Svetovno prvenstvo Formule 1.
| Sezona | Dirka                           | Dirkač                           | Dirkalnik      | Poročilo |
| ------ | ------------------------------- | -------------------------------- | -------------- | -------- |
| 1950   | Velika nagrada Sanrema          | Juan Manuel Fangio               | Alfa Romeo 158 | Poročilo |
| 1950   | Velika nagrada Velike Britanije | Giuseppe Farina                  | Alfa Romeo 158 | Poročilo |
| 1950   | Velika nagrada Monaka           | Juan Manuel Fangio               | Alfa Romeo 158 | Poročilo |
| 1950   | Velika nagrada Švice            | Giuseppe Farina                  | Alfa Romeo 158 | Poročilo |
| 1950   | Velika nagrada Belgije          | Juan Manuel Fangio               | Alfa Romeo 158 | Poročilo |
| 1950   | Velika nagrada Francije         | Juan Manuel Fangio               | Alfa Romeo 158 | Poročilo |
| 1950   | Velika nagrada Barija           | Giuseppe Farina                  | Alfa Romeo 158 | Poročilo |
| 1950   | Nations Grand Prix              | Juan Manuel Fangio               | Alfa Romeo 158 | Poročilo |
| 1950   | Velika nagrada Pescare          | Juan Manuel Fangio               | Alfa Romeo 158 | Poročilo |
| 1950   | BRDC International Trophy       | Giuseppe Farina                  | Alfa Romeo 158 | Poročilo |
| 1950   | Velika nagrada Italije          | Giuseppe Farina                  | Alfa Romeo 159 | Poročilo |
| 1951   | Velika nagrada Švice            | Juan Manuel Fangio               | Alfa Romeo 159 | Poročilo |
| 1951   | Ulster Trophy                   | Giuseppe Farina                  | Alfa Romeo 158 | Poročilo |
| 1951   | Velika nagrada Belgije          | Giuseppe Farina                  | Alfa Romeo 159 | Poročilo |
| 1951   | Velika nagrada Francije         | Juan Manuel Fangio Luigi Fagioli | Alfa Romeo 159 | Poročilo |
| 1951   | Velika nagrada Barija           | Juan Manuel Fangio               | Alfa Romeo 158 | Poročilo |
| 1951   | Goodwood Trophy                 | Giuseppe Farina                  | Alfa Romeo 158 | Poročilo |
| 1951   | Velika nagrada Španije          | Juan Manuel Fangio               | Alfa Romeo 159 | Poročilo |